# Jardín botánico de Guatemala
El Jardín Botánico de Guatemala, también conocido como Jardín Botánico de la Universidad de San Carlos y Jardín Botánico Nacional, es un jardín botánico de 17 611 metros cuadrados de extensión que se encuentra en Ciudad de Guatemala. 
Depende administrativamente del Centro de Estudios Conservacionistas (CECON) de la Facultad de Ciencias Químicas y Farmacia de la Universidad de San Carlos de Guatemala. 
El código de identificación del Jardín Botánico de la Universidad de San Carlos como miembro del "Botanic Gardens Conservation International" (BGCI), así como las siglas de su herbario es USCG.

## Localización

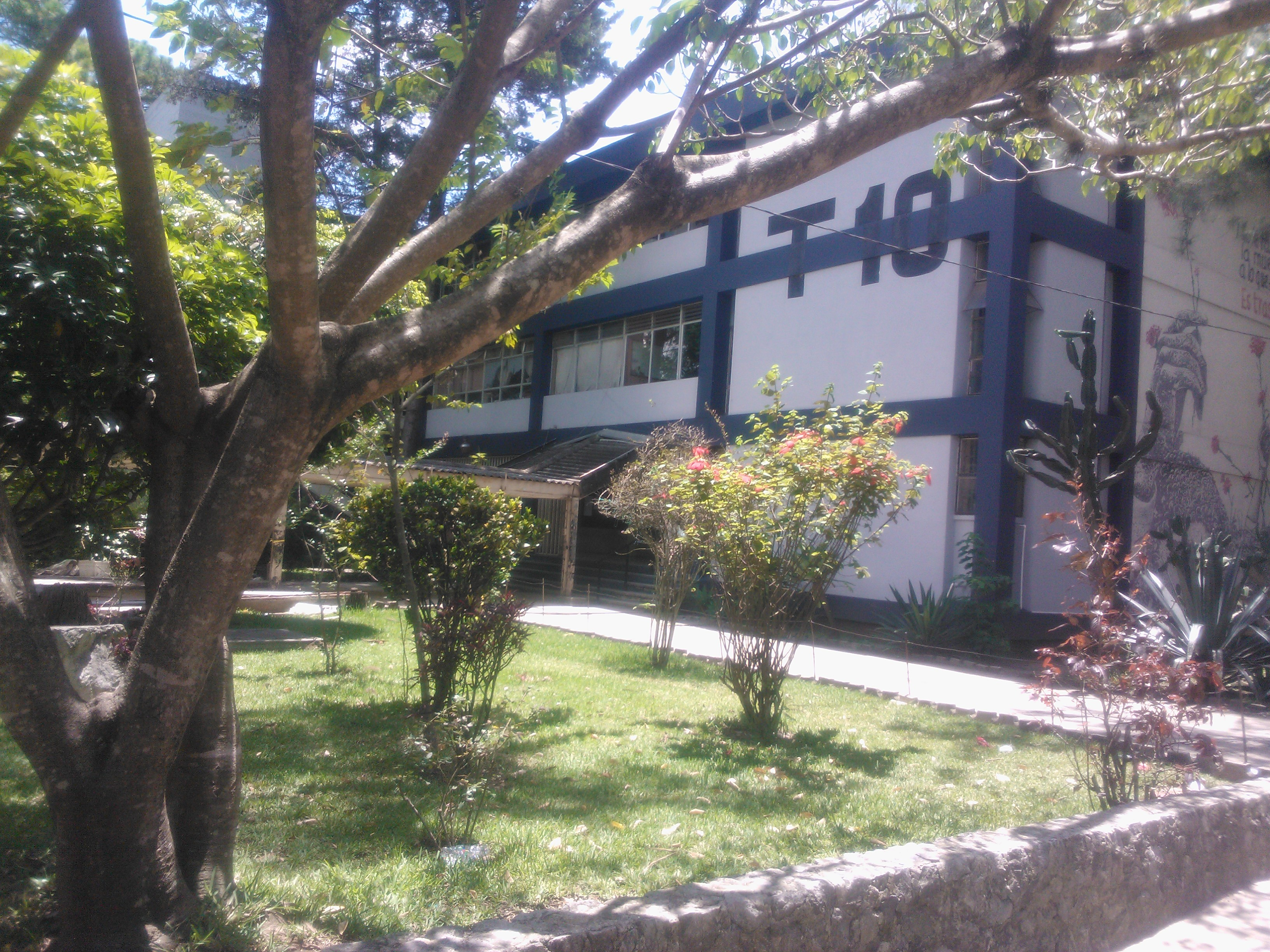
Edificio T-10 de la Facultad de Ciencias Químicas y Farmacia en la Universidad de San Carlos de Guatemala.

Jardín Botánico Nacional Ciudad de Guatemala. República de Guatemala. El Jardín Botánico es administrado por el Centro de Estudios Conservacionistas, 
Se ubica en Avenida La Reforma 0-63, Zona 10 Guatemala, Guatemala. Su número telefónico es 2331-6065. 
Tiene un horario de 8:30 A.M. a 3:00 P. m. La entrada se encuentra en la calle Mariscal Cruz.

## Historia
Ya desde finales del siglo XIX el doctor Julio Rosal inició el proyecto del jardín y el cultivo de las primeras colecciones.
El terreno que ocupa el Jardín Botánico fue donado durante el gobierno de Carlos Herrera, en 1921 y su inauguración ocurrió el 29 de diciembre de 1922, siendo el primer jardín botánico de Centroamérica (algunas plantas datan de esta época). 
Entre quienes lo han dirigido se encuentra el doctor honoris causa Ulises Rojas, y actualmente lo coordina la Licenciada Carolina Rosales

## Colecciones
En este jardín botánico se cultivan unas 1,400 especies de las cuales 80% son nativas y el resto pertenece a especies introducidas de otros continentes.
Actualmente el jardín botánico está enfocado en la reproducción y cultivo de especies endémicas que crecen en algunas zonas de Guatemala, que poseen condiciones ambientales muy específicas y son muy proclives a extinción.
Tiene además los siguientes proyectos:
- Herbario, fue establecido en 1923.
- Index Seminum, se estableció en 1969, e intercambia información y semillas con 300 jardines botánicos del mundo.